# 대통령후보 이명박 특검법 사건
대통령후보 이명박 특검법 사건(2008.1.10 2007헌마1468)은 중요 대한민국의 헌법재판소 판례이다.

## 사실관계
BBK 주가 조작 사건을 이유로 제17대 대통령선거를 이틀 앞둔 시점에 이명박 특검법이 가결되어 같은 달 공포 시행되었다. BBK 사건의 참고인이었던 청구인들은 이 사건 법률로 인하여 평등권, 신체의 자유, 공정한 재판을 받을 권리 등을 침해받았다고 주장하면서 헌법소원심판을 청구하였다.

## 주문
1. ‘한나라당 대통령후보 이명박의 주가조작 등 범죄혐의의 진상규명을 위한 특별검사의 임명 등에 관한 법률’(2007. 12. 28. 법률 제8824호로 제정된 것) 제6조 제6항․제7항, 제18조 제2항은 헌법에 위반된다.
2. 청구인들의 나머지 심판청구를 모두 기각한다.

## 이유

### 기본권 침해
무죄 추정의 원칙을 해한다고 볼 수 없으므로 이로 인한 기본권침해 가능성은 없으며 인격권이 침해될 가능성은 없다. 이 사건 법률은 특별검사의 피의자나 참고인 지정행위 및 동행명령 자체에 대한 불복수단을 규정하고 있지 않을 뿐 아니라, 그것들이 항고소송의 대상이 되는 처분인지 여부도 불분명하다. 구제절차가 없거나 권리구제의 기대가능성이 없다.

### 평등권 침해
한국 헌법은 처분적 법률로서의 개인대상법률 또는 개별사건법률의 정의를 따로 두고 있지 않음은 물론, 이러한 처분적 법률의 제정을 금하는 명문의 규정을 두고 있지 않으므로 특정한 규범이 개인대상 또는 개별사건법률에 해당한다고 하여 그것만으로 바로 헌법에 위반되는 것은 아니나 이러한 법률이 일반국민을 그 규율대상으로 하지 아니하고 특정 개인이나 사건만을 대상으로 함으로써 차별이 발생하는 바 그 차별적 규율이 합리적인 이유로 정당화되는 경우에는 허용된다.

## 참고 문헌
- 법률신문 -‘BBK 특검법’ 제2조·제3조는 합헌
- 2008년 황도수, 법률신문 2008년 분야별 중요판례분석 (2)헌법 )[깨진 링크(과거 내용 찾기)]
- 뷰스앤뉴스 2008-01-10 이명박 특검법에 대한 헌법재판소 결정문- "동행명령제는 참고인의 신체의 자유 억압"

## 같이 보기
- 이명박
- BBK 주가 조작 사건
- 대한민국의 특별검사제도